# Böhler-Uddeholm

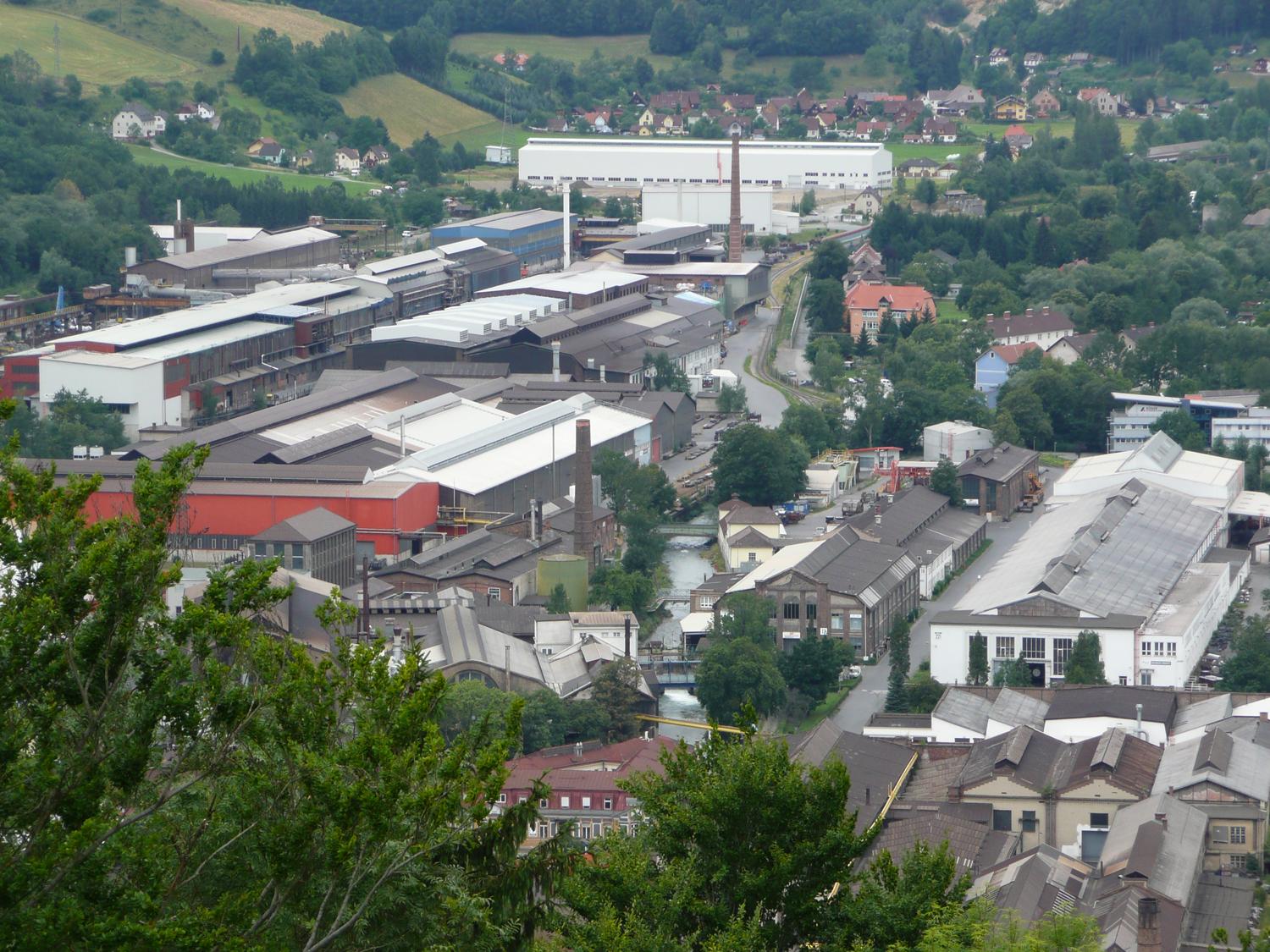
Stålverket i Kapfenberg.

Böhler-Uddeholm AG är ett österrikiskt verkstadsföretag som har sitt säte i Wien och som sedan 2008 ägs av Voestalpine. Böhler-Uddeholm skapades 1990 genom en fusion av Uddeholmskoncernen och Böhler.

## Webblänkar
- Wikimedia Commons har media som rör Böhler-Uddeholm.
- Officiell webbplats